# Vavá Martins
Wagner Bach Martins (Pelotas, 3 de junho de 1982), mais conhecido como Vavá Martins, é um radialista e político brasileiro. Filiado ao Movimento Democrático Brasileiro (MDB), Foi deputado federal pelo Pará.

## Biografia
Filho de Olegário Borges Martins Jr., Vavá Martins nasceu em Pelotas, no interior do Rio Grande do Sul, mas reside no Pará desde 2014. Aos 18 anos de idade passou a integrar o ministério pastoral da Igreja Universal do Reino de Deus (IURD), atuando nos Estados do Rio Grande do Sul, Paraná, Maranhão e Pará. Antes de ingressar na vida pública, trabalhou como radialista e apresentador de televisão. Atualmente é formado em gestão pública da Universidade Luterana do Brasil (ULBRA), com pós-graduação em gestão ambiental.

## Vida política
Nas eleições de 2018, Vavá Martins candidatou-se ao cargo de deputado federal pelo Partido Republicano Brasileiro (PRB), alcançando a soma de 158.717 votos (o equivalente a 4,01% dos votos válidos), conseguindo ser eleito à câmara baixa do Congresso Nacional do Brasil.
Na eleição pela prefeitura de Belém no ano de 2020,  Vavá Martins lançou uma candidatura pela prefeitura de Belém tendo como seu vice, o Sargento da Polícia Militar, Carlos Gonçalves, mais conhecido como Sargento Gonçalves, constituindo uma chapa puro-sangue. A chapa conquistou 49.476 votos, terminando o pleito com o sexto lugar.

## Desempenho em eleições
| Ano  | Eleição            | Coligação                                                                             | Partido      | Candidato a      | Votos   | Situação   | Ref.   |
| ---- | ------------------ | ------------------------------------------------------------------------------------- | ------------ | ---------------- | ------- | ---------- | ------ |
| 2018 | Estadual no Pará   | Renovação e Trabalho (MDB / PSD / PR / PP / PTB / PSC / PSL / PRB / PMB / PHS e PODE) | PRB          | Deputado federal | 158.717 | Eleito     | [ 12 ] |
| 2020 | Municipal em Belém | Sem coligação                                                                         | Republicanos | Prefeito         | 49.976  | Não eleito | [ 11 ] |
| 2022 | Estadual no Pará   | Sem coligação                                                                         | Republicanos | Deputado federal | 103.449 | Não eleito | [ 13 ] |